# Roko Tošić
Roko Tošić (Split, 14. srpnja 1979.) hrvatski je stolnotenisač. 

## Uspjesi
Osvajao je srebrne medalje na Mediteranskim igrama 2005. i Mediteranskim igrama 2009. godine. Sa Zoranom Primorcem stigao je do trećeg kola Svjetskog prvenstva u stolnom tenisu 2009. – muški parovi, ali je poražen od hongkonške momčadi. U travnju 2002. bio je na 68. mjestu na svijetu; i 153. od travnja 2013.
Oženjen je hrvatskom tenisačicom Jelenom Kostanić-Tošić. 

## Natjecanja

### Svjetsko prvenstvo
- 2005. – muškarci, pojedinačno
- 2007. – muški parovi
- 2009. – muški pojedinačno
- 2009. – muški parovi
- 2011. – muškarci pojedinačno, parovi
- 2013. – muškarci pojedinačno, parovi

## Mediteranske igre
- 2005. – muškarci pojedinačno, srebrna medalja
- 2009. – muški parovi, srebrna medalja